# Конференція ООН зі зміни клімату (2021)
Конференція Організації Об'єднаних Націй зі зміни клімату 2021 року, також відома як COP26, є 26-ю конференцією ООН зі зміни клімату, що проходила у Глазго, Шотландія, Велика Британія, з 31 жовтня по 12 листопада 2021 року під головуванням Алока Шарми. Конференція є 26-ю Конференцією Сторін (КС) Рамкової конвенції ООН про зміну клімату та третьою нарадою сторін Паризької угоди .
Очікується, що на цій конференції вперше після COP21, сторони будуть прагнути пом'якшити зміни клімату. Сторони зобов'язані кожні п'ять років, як зазначено в Паризькій угоді, виконувати процес, відомий як «храповий механізм», щоб дати нові національні зобов'язання.
Місцем проведення конференції є SEC Center в Глазго. Спочатку захід мав відбутися в листопаді 2020 року у тому самому місці, але був перенесений на дванадцять місяців через пандемію COVID-19.

## Передумови

### Головування

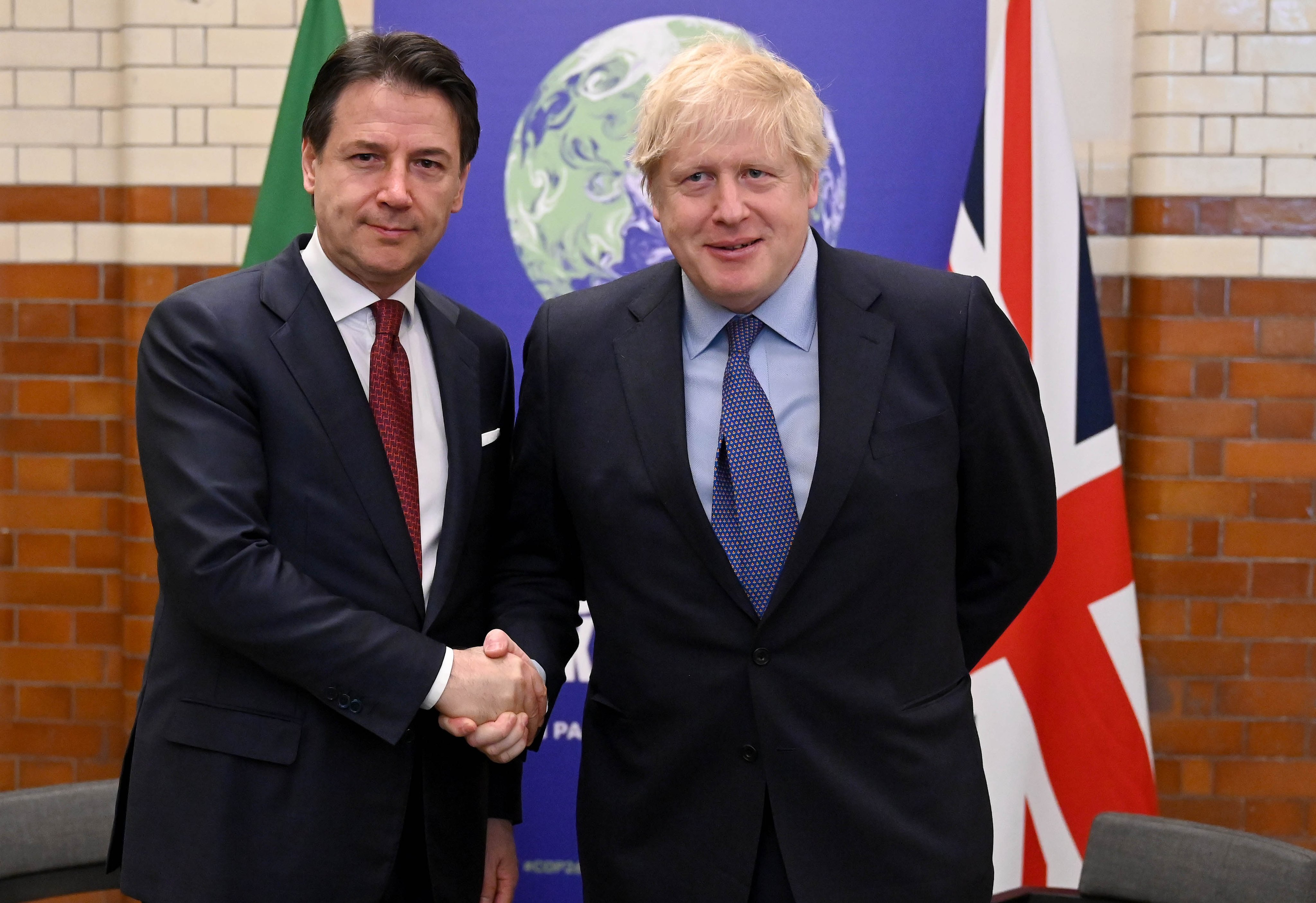
Прем'єр-міністри Італії та Великої Британії Джузеппе Конте (ліворуч) і Борис Джонсон (праворуч) на запуску COP26 у лютому 2020 року

Сполучене Королівство головує на COP26. Спочатку державний міністр енергетики та чистого зростання Клер Перрі була призначена президентом конференції, але вона була відсторонена 31 січня 2020 року, через кілька місяців після того, як вона пішла з посади депутата. Колишній прем'єр-міністр Девід Кемерон і колишній міністр закордонних справ Вільям Хейг відмовилися від цієї ролі. 13 лютого 2020 року на посаду був призначений секретар зі стратегії бізнесу, енергетики та промисловості Алок Шарма. 8 січня 2021 року Квасі Квартенг замінив Шарму на посаді секретаря з питань бізнесу, енергетики, промислової стратегії та перейшов до кабінету міністрів, щоб зосередитися на головуванні повноцінно.
Найджел Топпінг, колишній генеральний директор We Mean Business, був призначений Чемпіоном Уряду Великої Британії щодо кліматичних заходів на COP26. На посаду радника з питань кліматичних фінансів був призначений Марк Карні, колишній голова Банку Англії.
Італія співпрацювала з Великої Британією у організації COP26. Здебільшого їхня роль полягала в підготовчій роботі, як-от проведення сесії перед COP та події для молоді під назвою Youth4Climate 2020: Driving Ambition. Ці події відбулися з 28 вересня по 2 жовтня 2020 року в Мілані.

### Відстрочка
Через пандемію COVID-19 конференцію було перенесено на 31 жовтня — 12 листопада 2021 року. Обидві приймаючі країни, Італія та Велика Британія, сильно постраждали від пандемії, і місце проведення конференції, Центр SEC в Глазго, було переобладнано в травні 2020 року на тимчасовий госпіталь для пацієнтів з COVID-19 у Шотландії.
Секретар конвенції Патрісія Еспіноса написала в Твіттері, що «у світлі поточних глобальних наслідків COVID-19 проведення амбітної, інклюзивної COP26 у листопаді 2020 року неможливе». Вона також зазначила, що перезапуск економіки дасть можливість «сформувати економіку 21 століття чистими, зеленими, здоровими, справедливими, безпечними та більш стійкими шляхами». Змінена дата була оголошена в травні 2020 року. Раніше у 2021 році, у Великій Британії та Італії відбулися саміти «Великої сімки» G7 та «Великої двадцятки» G20 відповідно.
Незалежні спостерігачі відзначили, що це дало міжнародній спільноті час відреагувати на результати президентських виборів у США, які відбулися в листопаді 2020 року, хоча це не пов'язано безпосередньо. Президент Дональд Трамп вивів Сполучені Штати з Паризької угоди мотивуючи це тим, що вона невигідна для економіки США, хоча це рішення не могло набути чинності до наступного дня після виборів; в той час як його суперники від Демократичної партії пообіцяли негайно приєднатися і збільшити амбіції щодо скорочення викидів. Джо Байден зробив це одразу після призначення на посаду президента. На конференції Байден вибачився за те, що зробив Трамп.

### Спонсори
Попередні саміти були спонсоровані компаніями з виробництва викопного палива. Щоб зменшити цей вплив, уряд Великої Британії вирішив, що спонсори «повинні мати реальні зобов'язання, щоб допомогти їм досягти вуглецевої нейтральності в найближчому майбутньому». Першими основними партнерами були три британські компанії: енергетична, банківська та страхова.

## Місце проведення та учасники

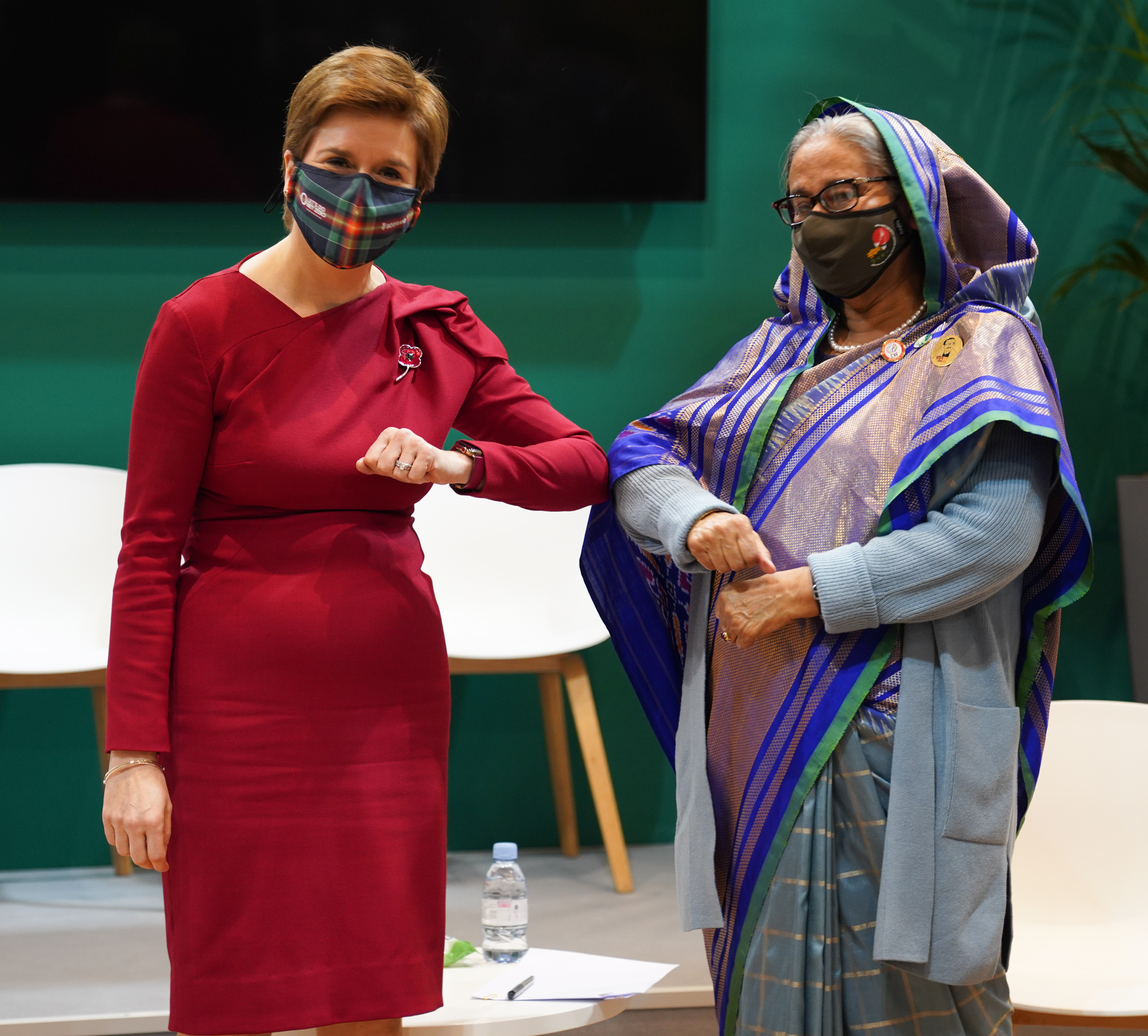
Перший міністр Шотландії Нікола Стерджен зустрічається з прем'єр-міністром Бангладеш Шейхом Хасіною

Перед самітом ради в Глазго та його околицях пообіцяли посадити 18 мільйонів дерев протягом наступного десятиліття: за прогнозами, кліматичний ліс Клайд (CCF) збільшить покриття деревами в міських районах регіону Великого Глазго до 20 %.
У вересні 2021 року, конференцію підтримала організація Climate Action Network, щоб забезпечити учасникам можливість участі, незважаючи на обмеження поїздок, пов'язані з пандемією COVID-19. За декілька місяців до конференції, уряд Великої Британії ввів обмеження на поїздки в певних країнах, а в деяких місцях вимагалися паспорти вакцинації проти COVID. Критики припускали, що нерівномірне розміщення вакцини проти COVID-19 у всьому світі, може виключити участь представників бідних країн, які найбільше постраждали від зміни клімату. Згодом Велика Британія пом'якшила правила подорожей для делегацій. Лише чотири країни тихоокеанських островів направили делегації (через обмеження на поїздки через COVID-19), при цьому більшість острівних держав були змушені відправляти менші команди. Організатори ввели численні правила щодо COVID-19 для учасників, залежно від статусу вакцинації.
4 червня 2021 року в рамках ініціативи «Кліматичний годинник» було встановлено нічну світлову проєкцію на шпиль Толбут. Прогнозована статистика Deadline і Lifeline підраховує часове вікно до того, як потепління на 1,5 °C стане неминучим, і відсоток глобальної енергії, що постачається через відновлювані джерела, відповідно. Шотландський кампус подій (SEC), відомий як Блакитна зона, тимчасово став територією Організації Об'єднаних Націй: іншим основним місцем проведення є Зелена зона в Науковому центрі Глазго.

### Учасники
У конференції беруть участь 25 тисяч делегатів із 200 країн і близько 120 глав держав. Серед присутніх були президент США Джо Байден, президент України Володимир Зеленський, канцлер Німеччини Ангела Меркель, президент Франції Еммануель Макрон, прем'єр-міністр Іспанії Педро Санчес, прем'єр-міністр Ізраїлю Нафталі Беннетт, прем'єр-міністр Нідерландів Марк Рютте, прем'єр-міністр Індії Нарендра Моді, прем'єр-міністр Канади Міністр Джастін Трюдо, прем'єр-міністр Японії Фуміо Кісіда та президент Індонезії Джоко Відодо. На саміті виступив англійський телеведучий і історик природи Девід Аттенборо, якого назвали народним адвокатом COP26.
Також виступив прем'єр-міністр Австралії Скотт Моррісон. Прем'єр-міністр Чехії, Андрей Бабіш, зауважив, що Європейський Союз «нічого не може досягти без участі найбільших забруднювачів, таких як Китай або США».
Принц Чарльз особисто виступив на церемонії відкриття. Королева, приєдналася до конференції через відеозвернення.

### Неприсутні
У жовтні 2021 року лідер Китаю Сі Цзіньпін заявив, що не буде брати участь у конференції. Оскільки Китай є країною, у якій викиди парникових газів є найбільшими у світі, Reuters каже, що це зменшує ймовірність того, що конференція призведе до істотних змін у кліматичній угоді. Світова енергетична криза 2021 року посилила тиск на Китай напередодні саміту. Прем'єр-міністри або глави держав Південної Африки, Росії, Ірану, Мексики, Бразилії, Туреччини та Ватикану також не були присутні на зустрічі. Президент Росії Володимир Путін, заявив, що його неявка була пов'язана із переживаннями, пов'язаними із пандемією COVID-19. Очікувалося, що участь візьме президент Туреччини Реджеп Тайіп Ердоган, але цього не сталося, оскільки його запит щодо протоколу безпеки був відхилений. Президент Ірану Ебрагім Раїсі не прибув: Струан Стівенсон та іранські вигнанці з Національної ради опору Ірану звернулися до поліції Шотландії з проханням заарештувати Раїсі за злочини проти людства, якщо він буде присутній на підставі концепції універсальної юрисдикції.
Активістка зі зміни клімату Грета Тунберг розкритикувала саміт під час одночасної п'ятничної акції протесту заради майбутнього в Глазго, сказавши: «Ця COP26 поки що схожа на попередні COP, і це нікуди нас не привело. Вони нас нікуди не привели».

## Храповий механізм
Відповідно до Паризької угоди країни подали зобов'язання, які називаються національно визначеними внесками, щоб обмежити викиди парникових газів. Відповідно до Паризької угоди, кожна країна, як очікується, кожні п'ять років подаватиме посилені національно визначені внески, щоб посилити амбіції щодо пом'якшення наслідків зміни клімату. Коли Паризька угода була підписана на Конференції ООН зі зміни клімату в 2015 році, конференція 2020 року мала стати першим рухом храпового механізму. Незважаючи на те, що конференція 2020 року була перенесена на 2021 рік через пандемію COVID-19, десятки країн все ще не виконали свої обіцянки до початку жовтня 2021 року. Колективний прогрес у виконанні Паризької угоди щодо пом'якшення, адаптації та фінансових потоків, а також засобів впровадження та підтримки буде вимірятися за допомогою глобальних інвентаризацій, перша з яких має бути завершена у 2023 році.

## Переговори
Саміт світових лідерів відбувся 1 і 2 листопада, кожен лідер виступив із національною заявою.
Важливою метою організаторів конференції є збереження підвищення температури в межах 1,5 °C (2,7 °F). Також обговорюється поетапна відмова від використання вугілля.
Китай заявив, що прагне досягти піку викидів вуглекилого газу CO2 до 2030 року і відмовитись від вуглецю до 2060 року.

### Вирубка лісів
Лідери понад 100 країн, на яких припадає близько 85 % світових лісів, погодилися припинити вирубку лісів до 2030 року, покращуючи подібну угоду 2014 року, яка тепер включає Бразилію, Індонезію та підприємства.

### Кліматичні фінанси
Адаптація до глобальної зміни клімату та пом'якшення наслідків є одними з основних тем переговорів. Паризька угода передбачала 100 мільярдів доларів фінансування на 2020 рік для країн, що розвиваються. Однак багаті країни не виконали цієї обіцянки, оскільки члени ОЕСР відстали від своїх зобов'язань, особливо США, яких критикували за те, що вони не внесли належну частку.

### Вугілля
Південна Африка має отримати 8,5 мільярда доларів, щоб відмовитись від вугілля.

### Метан
США та багато інших країн домовилися обмежити викиди метану. Більше 80 країн підписали глобальну обіцянку щодо метану, погодившись скоротити викиди на 30 % до кінця десятиліття. Лідери США та Європи кажуть, що боротьба з потужним парниковим газом має вирішальне значення для утримання потепління на рівні 1,5 °C (2,7 °F). Австралія, Китай, Росія, Індія та Іран не підписали угоду, але є сподівання, що пізніше приєднаються інші країни.

### Вуглецева нейтральність
Багато учасників взяли на себе зобов'язання щодо нульових викидів вуглецю, а Індія та Японія взяли конкретні зобов'язання на конференції. Індія, третя країна за викидами вуглекислого газу, встановила, що планує відмовитись від викиду вулецю до 2070 року. В жовтні Китай — найбільший виробник вуглекислого газу узяв на себе зобов'язання щодо нульових викидів вуглецю до 2060 року і вважалося, що Індія візьме подібне зобов'язання. Це був перший випадок, коли дата вуглецевої нейтральності була визначена як частина кліматичної політики Індії.

### Відмова від випуску автомобілів із бензиновими двигунами
Понад 30 країн світу в рамках кліматичної конференції у Глазго домовились до 2040 року повністю відмовитись від продажу транспортних засобів з двигунами внутрішнього згоряння. Угоду підтримали Велика Британія, Канада, Чилі, Хорватія, Нідерланди, Польща, Словенія, Мексика, Туреччина тощо.
Шість автовиробників за підсумками конференції зі зміни клімату в Глазго підписали декларацію про те, що вони до 2040 року повністю перейдуть на випуск електрокарів. Серед підписантів: BYD, Ford, General Motors, Jaguar Land Rover, Mercedes-Benz, Volvo.
Також відповідно до опублікованої у ЗМІ інформацію відмовились підписати дану декларацію наступні компанії: BMW, Honda, Hyundai, Nissan, Stellantis, Toyota, Volkswagen.
За інформацією The New York Times, ці компанії не підписали декларацію, оскільки угода вимагає від підприємств робити дорогі інвестиції у технології без відповідних обіцянок уряду збудувати інфраструктуру зарядки електромобілів.

## Сприйняття

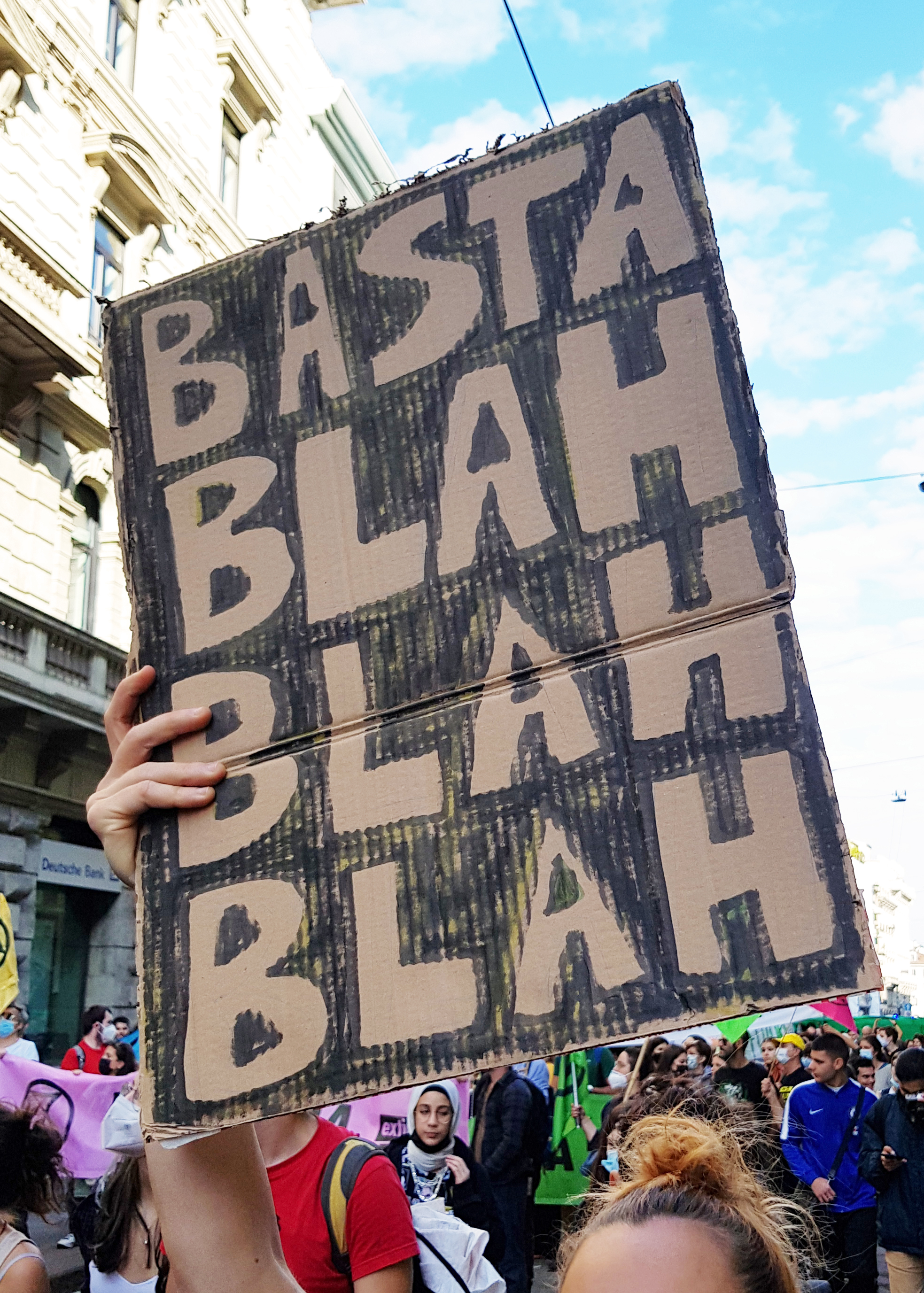
Знак бла-бла-бла — П'ятниці для майбутнього перед COP26 Мілан, Ломбардія, Італія — 01.10.2021

У жовтні 2021 року BBC повідомила, що величезний витік документів показав, що Саудівська Аравія, Японія та Австралія були серед країн, які просять ООН зменшити необхідність швидкого відходу від використання викопного палива. Це також показало, що деякі багаті країни (включаючи Швейцарію та Австралію) ставили під сумнів питання про те, щоб платити більше бідним державам за перехід на більш екологічні технології. ВВС повідомляє, що лобіювання підіймало питання для кліматичного саміту COP26.
В інтерв'ю, незадовго до конференції, активістка зі зміни клімату Грета Тунберг, коли її запитали, наскільки вона оптимістична щодо того, що конференція може досягти чогось, відповіла: «Нічого не змінилося з попередніх років насправді. Лідери скажуть „ми зробимо це, ми зробимо це, і ми об'єднаємо наші сили і цього досягнемо“, а потім нічого не зроблять. Можливо, якісь символічні речі та креативний облік але це речі, які насправді не мають великого впливу». Глазго готувалося до найбільших протестів у Шотландії, після маршів проти війни в Іраку в 2003 році, Повстання вимирання та інших. Очікується, що понад два мільйони людей вийдуть на марш солідарності по всьому світу.
Одна передбачувана учасниця, міністр енергетики Ізраїлю Карін Ельхаррар, не змогла взяти участь 1 листопада через проблеми, які виникли через доступність використання інвалідних візків.
Учасники кампанії звинуватили у лицемірстві делегатів через використання приватних літаків. Близько 400 приватних літаків прибули до Глазго для переговорів, здійснивши подорожі, які здебільшого можна було здійснити за допомогою регулярних рейсів. Проте організатори заходів наполягали на тому, що конференція буде вуглецевонейтральною.
Екологічні групи розкритикували меню COP26: майже 60 % меню складали м'ясні та молочні продукти, а страви, позначені як високовуглецеві, подаються на харчових стендах.